# قناة اقرأ الفضائية
قناة اقرأ الفضائية هي قناة تلفزيونية دينية إسلامية سابقة تملكها شبكة راديو وتلفزيون العرب (ART). تأسست في 21 أكتوبر، 1998، تصف القناة نفسها بأنها إسلامية وأنها «سفير الإسلام الأول في الإعلام المرئي». توقف بثّها الفضائي اعتبارًا من 1 يناير 2025 حيث أعلنت القناة سابقًا أنها ستتوقف عن البث الفضائي وستستمر على شبكة الإنترنت ومواقع التواصل الاجتماعي.

## مقدمة عن القناة
قناة اقرأ الفضائية أسستها الشركة الإعلامية العربية غُرَّة رجب عام 1419هـ، الموافق 21 أكتوبر 1998م لتؤكد الهوية الإسلامية. تخاطب قناة اقرأ مختلف شرائح الأسرة من خلال برامجها المتنوعة بتخصيص أوقات مناسبة لكل شريحة، وتخاطب الطفل وتخصص له برامجه، وتهتم بالمرأة في شئون حياتها، وتخاطب الشباب بلغتهم والبالغين فيما يهم دينهم ودنياهم.

## الأهداف
ترى نفسها أنها تهدف لتكوين المجتمع الإسلامي المعاصر المؤمن بعمق ومحبة الله ورسوله والكتاب والسنة والاقتداء بالصالحين، وتطبيق الإسلام بشموليته لكل جوانب الحياة التي تحث على الإيمان بالحوار الوسطي السمح المتقبل للرأي الآخر، مما يؤهل على تكوين مجتمع إسلامي إيجابي بنّاء قادر على التفاعل داخلياً وخارجياً بكل فئاته، والوصول إلى المسلمين في مختلف أنحاء العالم كما تهدف للتعريف بسماحة الدين الإسلامي في دول الغرب التي ربما لم يتح لهم إعلامهم فرصة التعرف عن قرب على مبادئ الشريعة الإسلامية.

## البرامج
نشرت القناة الكثير من البرامج لها منذ انطلاقتها المتنوعة والمترجمة للإنجليزية والتي يتم تصويرها بأستوديوهات شركة مسك بالقاهرة ومنها:
- برنامج ضع بصمتك للشيخ الدكتور محمد العريفي.
- برنامج خذوا عني مناسككم للشيخ الدكتور سعد البريك.
- برنامج الأسرة السعيدة للشيخ الدكتور جاسم المطوع.
- برنامج ليلة في بيت النبي للشيخ محمود المصري.
- برنامج خدعوك فقالوا للداعية مصطفى حسني.
- برنامج خير نساء الأرض للأستاذة عبلة الكحلاوي مع إيمان رياض.
- برنامج معاً. Com لمعن برغوث وياسر سنان.
- برنامج مطبخكِ وأّطبخي مع ساكو من تقديم الشيف شادي زيتوني.
- برنامج إربح مع اقرأ بالنسخة السعودية والنسخة المصرية.
- وغيره من البرامج.